# Lema de Gauss
Na teoria de polinómios, o lema de Gauss, ou critério da irredutibilidade de Gauss, afirma que se {\displaystyle D} é um domínio de factorização única (DFU) e {\displaystyle \mathbb {K} } é o seu corpo de quocientes (o corpo de fracções), então todo o polinómio primitivo {\displaystyle p\in D[x]} é irredutível em {\displaystyle D[x]} se, e só se o é em {\displaystyle \mathbb {K} [x].} Neste contexto, um polinômio primitivo é um polinômio cujos coeficientes tem máximo divisor comum igual a um.
O critério de irredutibilidade de Gauss proporciona um resultado muito útil para demonstrar certas propriedades de divisibilidade nos anéis de polinómios.
Pela equivalência que assinala o critério entre a irredutibilidade de um polinómio primitivo em {\displaystyle D[x]} e a irredutibilidade do mesmo polinómio em {\displaystyle \mathbb {K} [x],} pode demonstrar-se que a ser {\displaystyle \mathbb {K} [x]} um DFU também o é {\displaystyle D[x].}
Uma consequência importante do critério de irredutibilidade de Gauss é que se {\displaystyle D} é um DFU então também o é {\displaystyle D[x],} seja ou não este último anel um domínio de ideais principais (DIP). Assim, por exemplo, {\displaystyle \mathbb {Z} [x]} não é um DIP mas sim é um DFU.